# Breviceratops kozlowskii
Breviceratops kozlowskii („Krátká rohatá tvář“) je druh malého rohatého dinosaura, který žil asi před 75 miliony let (v období pozdní křídy) na území dnešního Mongolska.

## Historie
Fosilie tohoto dinosaura byly objeveny v 60. letech 20. století polskými paleontology na lokalitě Chulsan v kotlině Nemegt (poušť Gobi). Fosilie pak roku 1975 formálně popsaly polské paleontoložky Teresa Maryańska a Halszka Osmólska jako nový druh rodu Protoceratops, P. kozlowskii (na počest polského paleontologa Romana Kozłowského). Holotyp s označením ZPAL MgD-I/117 byl objeven v sedimentech souvrství Barun Gojot a představuje postkraniální kostru nedospělého jedince. Byly také objeveny další exempláře, které doplnily znalosti o lebce a dalších částech kostry tohoto malého rohatého dinosaura.
V roce 1990 ruský paleontolog Sergej Michajlovič Kurzanov rozeznal odlišnost tohoto materiálu od exemplářů rodu Protoceratops a stanovil pro něj nové rodové jméno Breviceratops.

## Rozměry
Podle amerického paleontologa Thomase R. Holtze, Jr. měřil tento dinosaurus na délku asi dva metry a vážil zhruba tolik, co dnešní vlk. Patřil tedy k malým býložravcům.

## Zařazení
Breviceratops byl podle provedené fylogenetické analýzy z roku 2003 zástupcem čeledi Bagaceratopidae a jeho blízkými příbuznými byly například rody Magnirostris nebo Bagaceratops (do tohoto rodu však podle některých vědců Breviceratops ve skutečnosti spadá).